# Хазовая
Хазовая — гора на Среднем Урале, в окрестностях посёлка городского типа Верх-Нейвинского Свердловской области. Высота над уровнем моря — 372,2 метра.

## География
Хазовая гора расположена в трёх километрах к востоку от посёлка Верх-Нейвинского, в южной части одноимённого городского округа. Является одной из вершин горной цепи на восточных берегах озера Таватуй и Верх-Нейвинского пруда.
Гора покрыта в основном хвойным лесом. На северо-восточном склоне проходит высоковольтная линия электропередач «СУГРЭС — Песчаная», на которой расположено СНТ «Заречное». Северо-западнее горы расположен исток реки Первой. Восточнее Хазовой горы проходит Старая Таватуйская дорога, которая соединяет Верх-Нейвинск с посёлком Таватуем. К юго-востоку от горы, у реки Второй, от на Таватуйской дороге есть ответвление на восток, которое ведёт на скалы Семь Братьев и Одна Сестра.